# كاتالين تيكوتشانو
كاتالين تيكوتشانو (بالرومانية: Cătălin Tecuceanu؛ من مواليد 9 سبتمبر 1999) هو عداء مسافات متوسطة إيطالي من أصل روماني. فاز بالميدالية البرونزية في سباق 800 متر في بطولة أوروبا لألعاب القوى 2024 في روما بتوقيت قدره 1:45:40.